# Private Division
Private Division 是一家总部位于纽约的视频游戏发行商。 这家子公司由 Take-Two Interactive 的迈克尔•沃罗什（Michael Worosz）和艾伦•穆雷（Allen Murray）共同创立，然后在2017年12月14日正式宣布成立。Private Division是Take-Two Interactive继Rockstar和2K Games之后的第三家游戏发行商品牌。 Private Division 资助并帮助发行由中小型工作室开发的独立游戏。 这包括接管 Squad 开发的、之前被 Take-Two Interactive 收购的坎巴拉太空计划，以及出版黑曜石娱乐、Panache Digital Games 及V1 Interactive。
除了在纽约的 Take-Two 总部内设有办事处外，Private Division 在美国西雅图、拉斯维加斯和德国慕尼黑也设有办公室。 

## 历史
Take-Two 之前的发行模式一直专注于其两个其自创的品牌，分别是 Rockstar Games和2K 品牌。Rockstar Games用于动作冒险类游戏，如侠盗猎车手系列；而2K这一品牌则分为负责发行杂项游戏的2K Games和2K Sports 。这些游戏主要是通过内部开发工作室或大型3A工作室开发的（例如 Firaxis Games 开发的文明六或Gearbox Software 开发的边缘禁地系列）。
2017年12月14日，Take-Two正式成立了Private Division品牌，并将由该品牌发行4款游戏，包括了：黑曜石娱乐的《天外世界》、V1 Interactive的《末日机战》、Outsiders的《Darkborn》以及Panache Digital的《先祖：人类奥德赛》。此外Take-Two计划将之前收购的《坎巴拉太空计划》在Private Division名下重新发售。
2020年2月，Take-Two宣布将在Private Division内部于西雅图成立一个未命名的游戏工作室，以开发《坎巴拉太空计划2》，之后工作室被命名为“Intercept Games”。原《坎巴拉太空计划》开发组Uber Entertainment的部分成员也将加入新的工作室开发系列续作。同年7月，Private Division宣布已与月亮工作室、极客联盟、Roll7等工作室签约，其各家游戏新作将由Private Division发行。不过由于Covid-19疫情影响，极客联盟的游戏最终取消开发。
2021年11月，Take-Two宣布收购Roll7，它将作为Private Division旗下的工作室继续制作游戏。
2022年3月，Private Division宣布与Die Gute Fabrik、Evening Star、Piccolo Studio和Yellow Brick Games等独立游戏工作室签约发行合同。同年8月，Private Division宣布与维塔工作室合作将推出一款中土背景的游戏。同年12月，Private Division宣布与Bloober Team签约制作一款恐怖游戏。
2023年3月，受到Take-Two成本控制影响，Private Division进行了未公开人数的裁员。同年5月，Private Division宣布与Game Freak签约，将制作一款代号Project Bloom的动作冒险游戏。
2024年5月，Take-Two宣布将在2024年底对集团进行5%雇员的裁员。受此影响，Private Division再次进行了裁员，并且Take-Two将关闭Private Division旗下的Intercept Games和Roll7工作室。但是《坎巴拉太空计划2》的更新工作将会继续维持更新。

## 参看
- 官方网站